# Cecchiniola platyscelidina
Cecchiniola platyscelidina es un coleóptero de la familia Chrysomelidae. Fue descrito en 1898 por Jacobson.